# ماركوس إسر
ماركوس إسر (بالألمانية: Markus Esser)‏ هو رامي مطرقة ألماني، ولد في 3 فبراير 1980 في ليفركوزن في ألمانيا.

## وصلات خارجية
- ماركوس إسر على موقع الاتحاد الدولي لألعاب القوى (الإنجليزية)
- ماركوس إسر على موقع اللجنة الأولمبية الدولية (الإنجليزية)
- ماركوس إسر على موقع أوليمبيديا (الإنجليزية)